# Har Meron
A Har Meron, magyarul a Meron-hegy (héber:  הר מירון átírva Har Meron;; arab: جبل الجرمق átírva Dzsebel el-Dzsarmaq)  Izrael északi végében fekszik, csúcsa az ország legmagasabb pontja, 1208 méter. A Golán-fennsíkot is számolva ez a 2. legmagasabb pont az országban. 
A hegyen 1965-ben egy természetvédelmi területet létesítettek, amely a maga nemében az ország északi részének legkiterjedtebb területe. A hegyre a fő túraútvonal az északnyugati oldalon indul, az azonos nevű, Meron (מֵירוֹן) falutól. A hegyet vallási zarándokok is felkeresik, mivel itt található Simeon bar Yochai 2. századi tanna rabbi sírja. 

## Fordítás
- Ez a szócikk részben vagy egészben  a   Har Meron című angol Wikipédia-szócikk fordításán alapul.  Az eredeti cikk szerkesztőit annak laptörténete sorolja fel. Ez a jelzés csupán a megfogalmazás eredetét és a szerzői jogokat jelzi, nem szolgál a cikkben szereplő információk forrásmegjelöléseként.